# Jaskinia Wysoka – Za Siedmiu Progami
Die Höhle Jaskinia Wysoka – Za Siedmiu Progami (deutsch: Hohe Höhle – Hinter den Sieben Stufen) ist eine Höhle im Tal Wąwóz Kraków am Berg Ciemniak im Massiv der Westtatra (Tatra-Nationalpark) in Polen. Sie ist die drittlängste sowie eine der größten Höhlen in Polen und der Tatra. Man darf sie nur mit der Genehmigung der Nationalparkverwaltung betreten. Sie ist nur teilweise erforscht.
Der Name lässt sich als Hohe Höhle – Hinter den Sieben Stufen übersetzen. Die Höhle liegt bei Zakopane und Kościelisko, ist 11.660 Meter lang und hat mehrere Eingänge auf einer Höhe zwischen ca. 1468 m n.p.m. und 1499 m n.p.m.